# Похождения лиса
«Похожде́ния ли́са» — российский мультфильм 2009 года, созданный на студии «Пилот». Режиссёр Андрей Кузнецов создал его по мотивам эвенкийской народной сказки.
Мультфильм входит в мультсериал «Гора самоцветов». В начале мультфильма — пластилиновая заставка «Мы живём в России — Эвенкия».

## Сюжет
Случилась эта история в далёкие времена, когда считали, что весь мир на лосиной спине помещается. Лис считал себя самым хитрым и всегда старался что-нибудь выдумать, только бы не работать. Полез он на дерево за мёдом, а пчёлы не спят! Лис упал на чужого оленя и ускакал на нём к своему чуму, а пчёлы напали на терпеливого Филина. В другой раз послала жена Лиса за дровами. Собирать и тащить ему было лень и Лис, найдя в лесу чужие нарты, уже нагруженные хворостом, скатился на них с горки и угодил на них в очаг в своём чуме. Нарты сгорели. Терпеливый Филин снова пострадал — остался без дров и без нарт. В третий раз жена отправила Лиса на рыбалку в месте с Филином, чтобы тот ничего не начудил. Но Лис провалился под лёд. Там он спросил у рыб, почему под водой так тихо, и они рассказали, что берегут покой болеющей Рыбьей Матери, которая может любого зашибить золотым хвостом. Лис притворился шаманом, вызвался лечить Рыбью Мать и украл у неё золотой хвост. Возвращавшийся с добычей Лис встретил Медведя, присел погреться у его костра и похвастался золотым хвостом, даже пообещал его Медведю в обмен на еду, намереваясь утащить, когда тот уснёт, но заснул сам. Рыбы рассказали всё Филину, а тот — Медведю. Вместе они вернули хвост Рыбьей Матери, а Лису подложили в мешок кусок льда. Лис утащил у спящего Медведя мешок, не зная, что он со льдом и принёс его жене. Много лет с тех пор прошло, только лис каким был лентяем да пройдохой, таким до сих пор и остался.

## Создатели
| Автор сценария, Режиссёр и Художник-постановщик | Андрей Кузнецов |
| Аниматоры                                       | Екатерина Грушина, Екатерина Грошева, Михаил Гавриленко, Андрей Кузнецов, А. Нечаева, Елизавета Скворцова, Анна Соловьёва, Н. Томилова                                            |
| Актёры                                          | Сергей Апрельский, Татьяна Чернова |
| В фильме использована музыка                    | Вячеслава Одаховского |
| Звукооператор                                   | Евгений Седухин |
| Ассистент режиссёра                             | Оксана Фомушкина |
| Директор картины                                | Игорь Гелашвили |
| Продюсер                                        | Ирина Капличная |
| Над пластилиновой заставкой работали:           | Валентин Телегин, Сергей Меринов, Лев Землинский, Григорий Гладков, Александр Леньков, Сергей Василенко, Анна Яблокова, Евгения Кононенко, Александра Левицкая, Надежда Поргачева |
| Художественный совет проекта                    | Эдуард Назаров, Валентин Телегин, Георгий Заколодяжный, Елена Чернова, Сергей Меринов                                                                                             |
| Генеральный продюсер проекта                    | Игорь Гелашвили |
| Автор проекта                                   | Александр Татарский |

## Фестивали и награды
- 2009 — Международный фестиваль анимации для детей «Золотая рыбка»-2009. Приз Лучшая режиссёрская работа.[1]